# Großniedesheim
Großniedesheim est une municipalité de la Verbandsgemeinde Heßheim, dans l'arrondissement de Rhin-Palatinat, en Rhénanie-Palatinat, dans l'ouest de l'Allemagne.

## Références

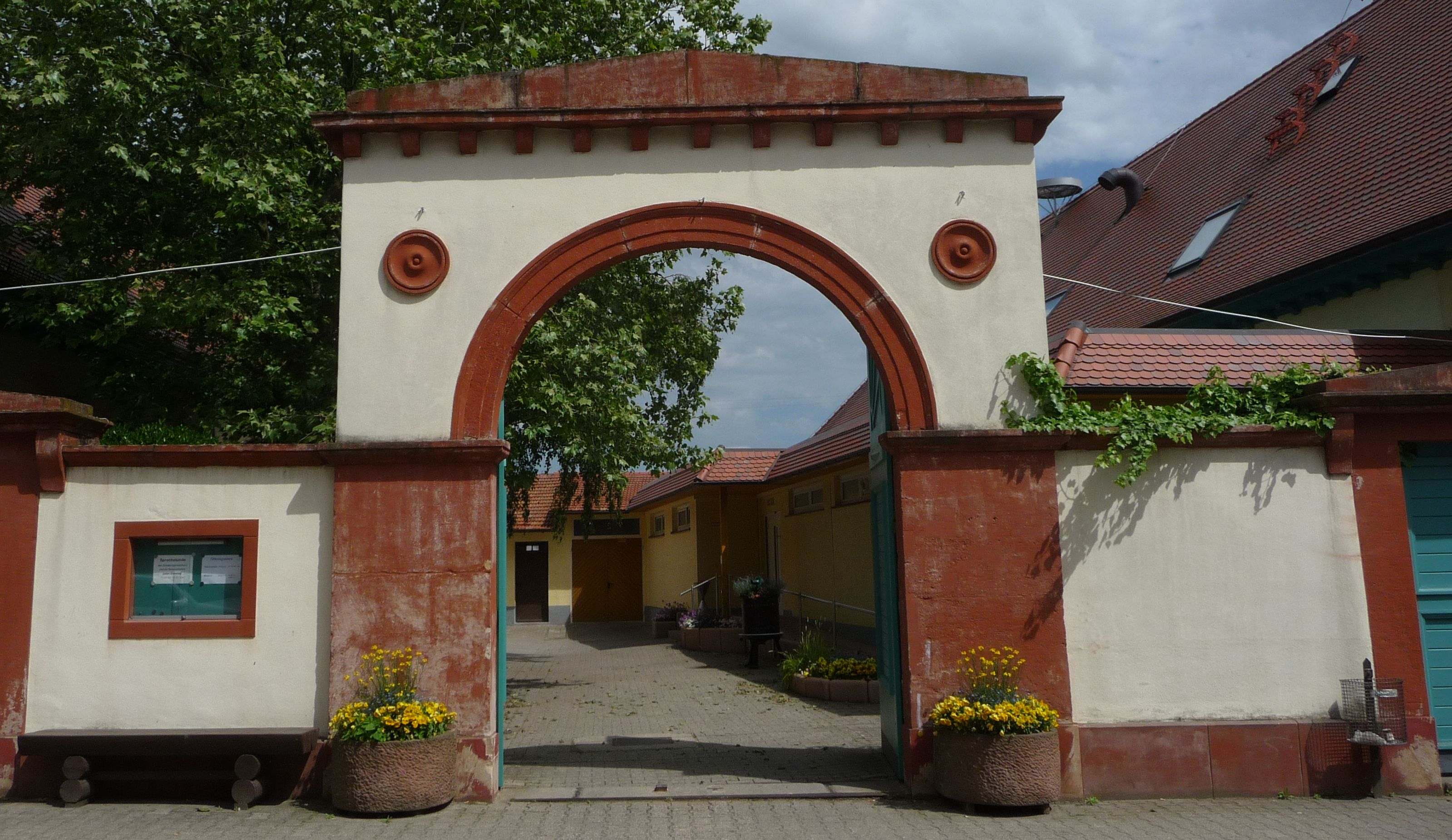
Porte de Großniedesheim